# UDES XX 20
UDES XX 20 (швед. Underlagsgrupp Direkt Eld Stridsfordon, eXtra eXperimentell «наземная боевая машина прямого огня, экспериментальная, вариант 20») — шведский лёгкий танк (по классификации некоторых авторов — противотанковая самоходная установка) двухсекционной конструкции, разработанный в 1977—1982 годах компанией Hägglunds в рамках национальной программы разработки новых образцов бронетехники UDES. Прототип танка был выпущен в единственном экземпляре и был высоко оценён в ходе испытаний, однако в серийное производство, как и все остальные разработки программы UDES, не пошёл. В настоящее время образец хранится в Музее шведской армии в Стокгольме.

## Разработка
К началу 1970-х годов шведская армия была вооружена в основном средними танками Stridsvagn 102, 104, 105 и 106, созданными на базе британского Centurion, а также разработанным в Швеции средним танком Stridsvagn 103 необычной конструкции. При этом стоял вопрос постепенного устаревания «Центурионов» и необходимости их замены, а также недостаточного количества лёгких танков. Поэтому в 1971 году в Швеции была запущена программа разработки новых образцов танковой техники под названием Underlagsgrupp Direkt Eld Stridsfordon (UDES). В её рамках, помимо прочего, был разработан 4-тонный прототип двухсекционного шасси UDES XX 5. Испытания двух макетных образцов показали, что спаренная конструкция имеет как преимущества, так и недостатки перед традиционной, и её разработку было решено продолжить. Испытанный на полигоне макет орудийной установки тоже подвергся модернизации — например, вместо жёсткого монтажа пушки и её наведения корпусом (по типу Strv 103) было решено использовать традиционную башню.